# BEATNIK JUNCTION
『BEATNIK JUNCTION』（ビートニク・ジャンクション、略称：ビージャン）は、ZIP-FMで2006年4月3日から2023年3月30日まで放送されていたラジオ番組である。2022年12月29日まではLACHIC1階にある「STUDIO LACHIC」から公開生放送されていた。

## 番組概要
2006年3月31日まで、毎週月曜日 - 木曜日17:00 - 21:00に放送されていた「EVENING DRIVE」を担当していた宮本絢子が引き続き当番組を担当したが、2007年11月1日から、宮本に代わり空木マイカが担当。2009年4月から2011年3月までは成田真美、2011年4月4日から2016年3月31日まではIRENE（イレーネ）、2016年4月4日から2018年3月29日までは永田レイナ、2018年4月2日から2020年3月31日まではMISATOが務めていた。2020年4月1日からは清里千聖がナビゲーターを務める。2015年3月にLACHIC開業10周年を記念して、宮本、空木、成田（出演日順）が一日のみ復帰してナビゲーターを担当した。2020年3月から10月までは、新型コロナウイルス対策により、STUDIO LACHICからの公開生放送は休止になり、ZIP-FM本社スタジオから生放送を実施していた。
17:30 - 18:00の「LACHIC CENTURY SESSION」では、毎回1組のアーティストを迎えてトークが行われる。過去にはそのコーナー中、先日登場したアーティストから、3つ質問される「DIG IN」があった（また、決まって3問目は、「ゲストが○○した曲（○○するときに流す曲）」が質問される）。また最後には、STUDIO LACHIC前に遊びに来ている人たちとナビゲーターがトークしていた。
2022年12月29日をもってZIP-FM STUDIO LACHICからの公開生放送が終了、上述の同社のスポンサーも降板して冠も外された。2023年1月2日からはZIP-FM本社スタジオからの生放送となり、前述の冠が外されたコーナー「CENTURY SESSION」が再スタートした。
2023年3月30日をもって放送終了。

## 放送時間
- 毎週月曜 - 木曜 17:00 - 19:00（JST）

## ショートプログラム
パーソナリティーによるトークと音楽、「LACHIC CENTURY SESSION」におけるゲストとのトークが中心のこの番組において、数少ないショートプログラム。
HEADLINE NEWS
17:13～17:15に放送。(ゴルフ倶楽部大樹)
WEATHER INFORMATION
18:17～18:19に放送。(辰多電線)
OTSU STREET JOURNAL(オオツ・ストリート・ジャーナル)
18:25〜18:30に放送。2016年3月まではIRENEが扮するキャラクターによるニュース・トークショーであった。IRENEが扮するのは、淡々とニュースを読み上げる『イレーネ・デワルト』と、ツッコミ役のコメンテーター『アイリーン』。基本的には、「デワルト」が紹介するニュースに、「アイリーン」がツッコミを入れる。2016年4月〜2018年3月は永田レイナが扮する「AIモノシィリ」がニュースを読み上げ永田が意見を言う形に、2018年4月〜2020年3月はMISATOが扮する「ピンキー石田」とMISATOが一つのニュースを取り上げていたが、2020年4月より清里千聖が3つのニュースを取り上げてそれぞれにビバリー清水が意見を言う形になった。
SOUNDNOVA
2021年4月スタート
18:30〜18:35に放送。
TRAFFIC INFORMATION
18:40～18:42に放送。平日のTRAFIC INFORMATION最終版となる。(NEXCO中日本)
Snow Information（冬季のみ）
18:43～18:46に放送。

## ナビゲーター
- 2006年4月 - 2007年10月 / 宮本絢子（改編期以外での突然の降板となった）
- 2007年11月 - 2009年3月 / 空木マイカ
- 2009年4月 - 2011年3月 / 成田真美
- 2011年4月 - 2016年3月 / IRENE
- 2016年4月 - 2018年3月 / 永田レイナ
- 2018年4月 - 2020年3月 / MISATO
- 2020年4月 - 2023年3月 / 清里千聖

清里が新型コロナウイルス感染で、出演不可となった期間は、以下の代打で行われた。
- 2022年2月1日・2日 / AZUSA
- 2022年2月3日・7日・8日 / 永田レイナ
- 2022年2月9日・10日・2023年1月5日・9日 / 白井奈津
- 2023年1月10日・11日 / 神原真理